# Donacia clavipes
Donacia clavipes is een keversoort uit de familie bladkevers (Chrysomelidae). De wetenschappelijke naam van de soort werd in 1793 gepubliceerd door Johann Christian Fabricius.